# Supercopa de España femenina 2023
La Supercopa de España femenina 2023 fue la 4.ª edición del torneo. El torneo se disputó entre el 18 y el 22 de enero de 2023. Todos los partidos se disputaron en el Estadio Romano José Fouto de Mérida.
El F. C. Barcelona fue campeón por tercera vez, imponiéndose por 3-0 a la Real Sociedad en la final.

## Participantes
|  | Bandera de Cataluña               | F. C. Barcelona    |  | Campeón de la Liga 2021-22 y Copa 2021-22 |
|  | Bandera de Andalucía              | Sporting de Huelva |  | Subcampeón de la Copa 2021-22             |
|  | Bandera del País Vasco            | Real Sociedad      |  | Subcampeón de la Liga 2021-22             |
|  | Bandera de la Comunidad de Madrid | Real Madrid C. F.  |  | Tercer clasificado de la Liga 2021-22     |

## Sorteo
El sorteo de los emparejamientos se realizó el 21 de diciembre de 2022 en el Claustro de Santa Clara de Mérida. Los emparejamientos resultantes fueron Real Sociedad-Sporting de Huelva el 18 de enero de 2023 y F. C. Barcelona-Real Madrid C. F. el 19 de enero de 2023 en las semifinales.

## Eliminatorias
|  | Semifinales            | Semifinales            |                 |               | Final               | Final               |  |
|  | 18-19 de enero de 2023 | 18-19 de enero de 2023 |                 |               | 22 de enero de 2023 | 22 de enero de 2023 |  |
|  |                        |                        |                 |               |                     |                     |  |
|  |                        |                        |                 |               |                     |                     |  |
|  | Real Sociedad          | 1                      |                 |               |                     |                     |  |
|  | Real Sociedad          | 1                      |                 |               |                     |                     |  |
|  | Sporting de Huelva     | 0                      |                 |               |                     |                     |  |
|  | Sporting de Huelva     | 0                      |                 | Real Sociedad | 0                   |                     |  |
|  |                        |                        |                 | Real Sociedad | 0                   |                     |  |
|  |                        |                        | F. C. Barcelona | 3             |                     |                     |  |
|  | F. C. Barcelona        | 3                      | F. C. Barcelona | 3             |                     |                     |  |
|  | F. C. Barcelona        | 3                      |                 |               |                     |                     |  |
|  | Real Madrid C. F.      | 1                      |                 |               |                     |                     |  |
|  | Real Madrid C. F.      | 1                      |                 |               |                     |                     |  |
|  |                        |                        |                 |               |                     |                     |  |

### Semifinales
| Semifinal 1; 18 de enero de 2023 | Real Sociedad | 1:0 (0:0) | Sporting de Huelva | Estadio Romano, Mérida                                   |                                                          |
| 18:30 (CET)                      | Bernabé 64'   | Reporte   |                    | Asistencia: ≈1000 espectadores Árbitra: Martínez Madrona | Asistencia: ≈1000 espectadores Árbitra: Martínez Madrona |

| Uniformes |  |
|           |  |

| Semifinal 2; 19 de enero de 2023 | F. C. Barcelona                                      | 3:1 (1:0, 1:1) (t. s.) | Real Madrid C. F. | Estadio Romano, Mérida                               |                                                      |
| 18:30 (CET)                      | - Pina 24' - Caldentey 111' (pen.) - Paralluelo 120' | Reporte                | 54' Weir          | Asistencia: 6209 espectadores Árbitra: Huerta de Aza | Asistencia: 6209 espectadores Árbitra: Huerta de Aza |

| Uniformes |  |
|           |  |

### Final
| 13    | POR   | Elene Lete             |     |
| 12    | DEF   | Jade Le Guilly         |     |
| 3     | DEF   | Ana Tejada             |     |
| 22    | DEF   | Manuela Vanegas        |     |
| 23    | DEF   | Alejandra Bernabé      |     |
| 10    | MED   | Nerea Eizagirre        |     |
| 8     | MED   | Iris Arnaiz            |     |
| 21    | MED   | Gemma Gili             |     |
| 16    | MED   | Gabriela García        | 68' |
| 20    | DEL   | Synne Jensen           | 58' |
| 7     | DEL   | Amaiur Sarriegi        | 68' |
| D. T. | D. T. | Natalia Arroyo Clavell |     |

| 1     | POR   | Sandra Paños      |     |
| 15    | DEF   | Lucy Bronze       |     |
| 8     | DEF   | Marta Torrejón    | 89' |
| 4     | DEF   | Mapi León         |     |
| 16    | DEF   | Fridolina Rolfö   |     |
| 14    | MED   | Aitana Bonmatí    |     |
| 21    | MED   | Keira Walsh       | 68' |
| 12    | MED   | Patri Guijarro    |     |
| 17    | DEL   | Salma Paralluelo  | 61' |
| 18    | DEL   | Geyse Ferreira    | 61' |
| 9     | DEL   | Mariona Caldentey | 89' |
| D. T. | D. T. | Jonatan Giráldez  |     |

| 9  | DEL | Sanni Franssi   | 58' |
| 18 | DEL | Mirari Uria     | 68' |
| 19 | MED | Andreia Jacinto | 68' |

| 20 | DEL | Asisat Oshoala         | 61' |
| 7  | DEF | Ana-Maria Crnogorčević | 61' |
| 6  | DEL | Claudia Pina           | 68' |
| 30 | DEL | Vicky López            | 89' |
| 3  | DEF | Laia Codina            | 89' |

| 13' · 47' · 90+7' | Aitana Bonmatí Asisat Oshoala | 0:1 0:2 0:3 |

| 41' | Salma Paralluelo |

| Principal  | Frías Acedo       |
| Asistentes | Cabañero Mompó    |
|            | Peña Peña         |
| Cuarto     | González González |

|  |                    |     |     |
|  | Tiros              | 6   | 18  |
|  | Tiros a puerta     | 2   | 7   |
|  | Faltas             | 6   | 14  |
|  | Saques de esquina  | 1   | 6   |
|  | Fueras de juego    | 5   | 4   |
|  | Posesión del balón | 34% | 66% |

| 13    | POR   | Elene Lete             |     |
| 12    | DEF   | Jade Le Guilly         |     |
| 3     | DEF   | Ana Tejada             |     |
| 22    | DEF   | Manuela Vanegas        |     |
| 23    | DEF   | Alejandra Bernabé      |     |
| 10    | MED   | Nerea Eizagirre        |     |
| 8     | MED   | Iris Arnaiz            |     |
| 21    | MED   | Gemma Gili             |     |
| 16    | MED   | Gabriela García        | 68' |
| 20    | DEL   | Synne Jensen           | 58' |
| 7     | DEL   | Amaiur Sarriegi        | 68' |
| D. T. | D. T. | Natalia Arroyo Clavell |     |

| 1     | POR   | Sandra Paños      |     |
| 15    | DEF   | Lucy Bronze       |     |
| 8     | DEF   | Marta Torrejón    | 89' |
| 4     | DEF   | Mapi León         |     |
| 16    | DEF   | Fridolina Rolfö   |     |
| 14    | MED   | Aitana Bonmatí    |     |
| 21    | MED   | Keira Walsh       | 68' |
| 12    | MED   | Patri Guijarro    |     |
| 17    | DEL   | Salma Paralluelo  | 61' |
| 18    | DEL   | Geyse Ferreira    | 61' |
| 9     | DEL   | Mariona Caldentey | 89' |
| D. T. | D. T. | Jonatan Giráldez  |     |

| 9  | DEL | Sanni Franssi   | 58' |
| 18 | DEL | Mirari Uria     | 68' |
| 19 | MED | Andreia Jacinto | 68' |

| 20 | DEL | Asisat Oshoala         | 61' |
| 7  | DEF | Ana-Maria Crnogorčević | 61' |
| 6  | DEL | Claudia Pina           | 68' |
| 30 | DEL | Vicky López            | 89' |
| 3  | DEF | Laia Codina            | 89' |

| 13' · 47' · 90+7' | Aitana Bonmatí Asisat Oshoala | 0:1 0:2 0:3 |

| 41' | Salma Paralluelo |

| Principal  | Frías Acedo       |
| Asistentes | Cabañero Mompó    |
|            | Peña Peña         |
| Cuarto     | González González |

|  |                    |     |     |
|  | Tiros              | 6   | 18  |
|  | Tiros a puerta     | 2   | 7   |
|  | Faltas             | 6   | 14  |
|  | Saques de esquina  | 1   | 6   |
|  | Fueras de juego    | 5   | 4   |
|  | Posesión del balón | 34% | 66% |

| 13    | POR   | Elene Lete             |     |
| 12    | DEF   | Jade Le Guilly         |     |
| 3     | DEF   | Ana Tejada             |     |
| 22    | DEF   | Manuela Vanegas        |     |
| 23    | DEF   | Alejandra Bernabé      |     |
| 10    | MED   | Nerea Eizagirre        |     |
| 8     | MED   | Iris Arnaiz            |     |
| 21    | MED   | Gemma Gili             |     |
| 16    | MED   | Gabriela García        | 68' |
| 20    | DEL   | Synne Jensen           | 58' |
| 7     | DEL   | Amaiur Sarriegi        | 68' |
| D. T. | D. T. | Natalia Arroyo Clavell |     |

| 1     | POR   | Sandra Paños      |     |
| 15    | DEF   | Lucy Bronze       |     |
| 8     | DEF   | Marta Torrejón    | 89' |
| 4     | DEF   | Mapi León         |     |
| 16    | DEF   | Fridolina Rolfö   |     |
| 14    | MED   | Aitana Bonmatí    |     |
| 21    | MED   | Keira Walsh       | 68' |
| 12    | MED   | Patri Guijarro    |     |
| 17    | DEL   | Salma Paralluelo  | 61' |
| 18    | DEL   | Geyse Ferreira    | 61' |
| 9     | DEL   | Mariona Caldentey | 89' |
| D. T. | D. T. | Jonatan Giráldez  |     |

| 9  | DEL | Sanni Franssi   | 58' |
| 18 | DEL | Mirari Uria     | 68' |
| 19 | MED | Andreia Jacinto | 68' |

| 20 | DEL | Asisat Oshoala         | 61' |
| 7  | DEF | Ana-Maria Crnogorčević | 61' |
| 6  | DEL | Claudia Pina           | 68' |
| 30 | DEL | Vicky López            | 89' |
| 3  | DEF | Laia Codina            | 89' |

| 13' · 47' · 90+7' | Aitana Bonmatí Asisat Oshoala | 0:1 0:2 0:3 |

| 41' | Salma Paralluelo |

| Principal  | Frías Acedo       |
| Asistentes | Cabañero Mompó    |
|            | Peña Peña         |
| Cuarto     | González González |

|  |                    |     |     |
|  | Tiros              | 6   | 18  |
|  | Tiros a puerta     | 2   | 7   |
|  | Faltas             | 6   | 14  |
|  | Saques de esquina  | 1   | 6   |
|  | Fueras de juego    | 5   | 4   |
|  | Posesión del balón | 34% | 66% |

| 13    | POR   | Elene Lete             |     |
| 12    | DEF   | Jade Le Guilly         |     |
| 3     | DEF   | Ana Tejada             |     |
| 22    | DEF   | Manuela Vanegas        |     |
| 23    | DEF   | Alejandra Bernabé      |     |
| 10    | MED   | Nerea Eizagirre        |     |
| 8     | MED   | Iris Arnaiz            |     |
| 21    | MED   | Gemma Gili             |     |
| 16    | MED   | Gabriela García        | 68' |
| 20    | DEL   | Synne Jensen           | 58' |
| 7     | DEL   | Amaiur Sarriegi        | 68' |
| D. T. | D. T. | Natalia Arroyo Clavell |     |

| 1     | POR   | Sandra Paños      |     |
| 15    | DEF   | Lucy Bronze       |     |
| 8     | DEF   | Marta Torrejón    | 89' |
| 4     | DEF   | Mapi León         |     |
| 16    | DEF   | Fridolina Rolfö   |     |
| 14    | MED   | Aitana Bonmatí    |     |
| 21    | MED   | Keira Walsh       | 68' |
| 12    | MED   | Patri Guijarro    |     |
| 17    | DEL   | Salma Paralluelo  | 61' |
| 18    | DEL   | Geyse Ferreira    | 61' |
| 9     | DEL   | Mariona Caldentey | 89' |
| D. T. | D. T. | Jonatan Giráldez  |     |

| 9  | DEL | Sanni Franssi   | 58' |
| 18 | DEL | Mirari Uria     | 68' |
| 19 | MED | Andreia Jacinto | 68' |

| 20 | DEL | Asisat Oshoala         | 61' |
| 7  | DEF | Ana-Maria Crnogorčević | 61' |
| 6  | DEL | Claudia Pina           | 68' |
| 30 | DEL | Vicky López            | 89' |
| 3  | DEF | Laia Codina            | 89' |

| 13' · 47' · 90+7' | Aitana Bonmatí Asisat Oshoala | 0:1 0:2 0:3 |

| 41' | Salma Paralluelo |

| Principal  | Frías Acedo       |
| Asistentes | Cabañero Mompó    |
|            | Peña Peña         |
| Cuarto     | González González |

|  |                    |     |     |
|  | Tiros              | 6   | 18  |
|  | Tiros a puerta     | 2   | 7   |
|  | Faltas             | 6   | 14  |
|  | Saques de esquina  | 1   | 6   |
|  | Fueras de juego    | 5   | 4   |
|  | Posesión del balón | 34% | 66% |

| Campeón Supercopa de España femenina 2024 |
| ----------------------------------------- |
| F. C. Barcelona 3° título                 |

## Estadísticas

### Clasificación general
| Pos. | Club               | Pts. | PJ | PG | PE | PP | GF | GC | Dif | Rend. |
| ---- | ------------------ | ---- | -- | -- | -- | -- | -- | -- | --- | ----- |
| 1    | F. C. Barcelona    | 6    | 2  | 2  | 0  | 0  | 6  | 1  | +5  | 100%  |
| 2    | Real Sociedad      | 3    | 2  | 1  | 0  | 1  | 1  | 3  | -2  | 50%   |
| 3    | Sporting de Huelva | 0    | 1  | 0  | 0  | 1  | 0  | 1  | –1  | 0%    |
| 4    | Real Madrid C. F.  | 0    | 1  | 0  | 0  | 1  | 1  | 3  | –2  | 0%    |

### Goleadoras
| Pos. | Jugadora          | Club              | Goles |
| ---- | ----------------- | ----------------- | ----- |
| 1    | Aitana Bonmatí    | F. C. Barcelona   | 2     |
| 2    | Caroline Weir     | Real Madrid C. F. | 1     |
| =    | Claudia Pina      | F. C. Barcelona   | 1     |
| =    | Mariona Caldentey | F. C. Barcelona   | 1     |
| =    | Salma Paralluelo  | F. C. Barcelona   | 1     |
| =    | Asisat Oshoala    | F. C. Barcelona   | 1     |
| =    | Alejandra Bernabé | Real Sociedad     | 1     |